# Lissorhoptrus
Genre
Lissorhoptrus est un genre d'insectes de l'ordre des coléoptères et de la famille des Erirhinidae.

## Liste des espèces
Selon Catalogue of Life (13 octobre 2019) :
- Lissorhoptrus bosqi Kuschel, 1944
- Lissorhoptrus brevirostris Kuschel, 1951
- Lissorhoptrus buchanani Kuschel, 1951
- Lissorhoptrus carinirostris Kuschel, 1951
- Lissorhoptrus chapini Kuschel, 1951
- Lissorhoptrus erratilis Kuschel, 1951
- Lissorhoptrus foveolatus Duval, 1946
- Lissorhoptrus gracilipes Kuschel, 1951
- Lissorhoptrus insularis Kuschel, 1951
- Lissorhoptrus isthmicus Kuschel, 1951
- Lissorhoptrus kuscheli O'Brien, 1996
- Lissorhoptrus lacustris Kuschel, 1951
- Lissorhoptrus lepidus Kuschel, 1951
- Lissorhoptrus longipennis Kuschel, 1951
- Lissorhoptrus longitarsis Kuschel, 1951
- Lissorhoptrus mexicanus Kuschel, 1951
- Lissorhoptrus oryzae Costa Lima, 1936
- Lissorhoptrus oryzophilus Kuschel, 1951
- Lissorhoptrus panamensis Kuschel, 1951
- Lissorhoptrus paraguayanus Kuschel, 1956
- Lissorhoptrus persimilis O'Brien, 1996
- Lissorhoptrus pseudoryzophilus Guan, Huang & Lu, 1995
- Lissorhoptrus robbinsorum O'Brien, 2014
- Lissorhoptrus simplex LeConte, 1876
- Lissorhoptrus venezolanus Kuschel, 1956